# Rineloricaria parva
Espèce
Synonymes
- Hemiloricaria parva (Boulenger, 1895)
- Loricaria parva Boulenger, 1895

Rineloricaria parva est une espèce de poissons chatsSuperscript text qui fait partie de la famille des Loricariidae. C'est une espèce endémique de l'Amérique du Sud et des bassins et rivières du Paraguay.

## Taille
Rineloricaria parva atteint une taille maximale d'environ 11 centimètres.

## Description
Il possède une forme allongée faisant allusion à une brindille. Il existe au moins deux types de colorations : le brun/brun foncé Rineloricaria parva et le rouge, appelé communément Rineloricaria « parva Red ».

## Alimentation
Rineloricaria est un poisson herbivore.

## Reproduction
Le couple défend un territoire en période de reproduction. Ce territoire peut être une feuille, un morceau de racine ou un tuyau en PVC, une pierre ou tout simplement la partie d'une vitre. La femelle dépose des chapelets d'œufs adhésifs, que le mâle fertilise au fur et à mesure que cette dernière les dépose. Le couple défend, protège les œufs et larves jusqu'à une autonomie complète des jeunes poissons.